# Maximus van Efeze
Maximus van Efeze was een heidense Griekse neoplatonist uit de 4e eeuw n.Chr.
Maximus was afkomstig uit een rijke familie uit Efeze of Smyrna. In zijn jeugd stond hij onder de invloed van het Pythagorisme, maar later ging hij in de leer bij de Neoplatonist Aedesius in pergamon. Aedesius zou hem ook introduceren bij keizer Julianus Apostata, die erg onder de indruk was van zijn wijsheid. Het is mogelijk dat Julianus' afkeer van het christendom door Maximus werd opgewekt.
Maxime was bedreven in theurgie en magie zoals beoefend in de school van Iamblichus. Hij had veel aandacht voor astrologie, waarzeggerij en andere heidense kunsten in zijn werk. Hierover zou hij ook een aantal geschriften hebben geschreven. Deze zijn echter niet overgeleverd.
Na de dood van Julianus viel hij al snel in ongenade onder Flavius Julius Valens. Hij werd gevangengezet in 364, maar op voorspraak van Themistios kwam hij vrij. Een paar jaar later werd hij aangeklaagd als zijnde betrokken bij een complot tegen Valens waarbij men had geprobeerd om met magie de naam van de toekomstige keizer te weten te komen. Maxime werd veroordeeld en geëxecuteerd. Maximes biografie wordt vermeld door Eunapius in zijn Levens van de filosofen.

## Werk
Simplicius vernoemt een Commentaar op de categorieën van Aristoteles die Maximus zou hebben geschreven.

## Trivia
Maximus van Efeze is een van de hoofdpersonages in de historische roman Julian van de Amerikaanse auteur Gore Vidal.